# Postnaționalism
Postnaționalismul sau non-naționalismul este un proces sau o tendință prin care statele naționale și identitățile naționale își pierd importanța în context interstatal și supranațional. Postnațional, conform dicționarului Oxford, se referă la o perioadă temporală sau la o societate în care identitatea națională și-a pierdut din importanță. Deși postnaționalismul nu este considerat strict antonim al naționalismului, cei doi termeni și asumpțiile asociate acestora sunt antitetice din moment ce postnaționalismul este un proces internaționalizat.
Există mai mulți factori care contribuie la aspectele postnaționalismului, inclusiv elemente economice, politice și culturale.
Globalizarea accentuată a factorilor economici precum expansiunea comerțului internațional cu materii prime, manufacturi și servicii, respectiv importanța corporațiilor multinaționale și internaționalizării piețelor financiare, reprezintă motivele în baza cărora s-a produs trecerea de la economiile naționale la cele globale. La momentul respectiv, puterea socio-politică este parțial transferată de la autoritățile naționale la entitățile supernaționale, entitățile precum companiile multinaționale, Națiunile Unite, Uniunea Europeană, Acordul Nord-American de Comerț Liber și NATO. Mai mult, industria mass-media și cea a divertismentului se globalizează treptat, facilitând astfel formarea unor tendințe și opinii la scară supranațională. Migrația anumitor grupuri sau indivizi între state contribuie la constituirea unor identități și credințe postnațional cu toate că atașamentul față de cetățenie și identitatea națională rămâne de cele mai multe ori important.

## Postnaționalismul și drepturile omului
În literatura de specialitate, postnaționalismul este asociat cu expansiunea legilor și normelor internaționale ale drepturilor omului. Normele internaționale ale drepturilor omului sunt evidențiate prin stresarea drepturilor individului în termenii „personalității” sale și nu doar a cetățeniei. Legile internaționale ale drepturilor omului nu recunosc dreptul de a intra în orice stat a cărui cetățenie nu o deții, însă necesită judecarea acestor indivizi în baza unor criterii universale și nu particulare precum favorizarea unui anumit sex sau a unei etnicități. Acest fapt afectează cetățenia și legile imigrației, în special în țările occidentale. Germania, de exemplu, a modificat - dacă nu chiar eliminat - obținerea cetățeniei prin ius sangvinis, motiv pentru care mulți germani de origine turcă au fost excluși din procesul de obținere a acesteia. Intelectualii care susțin acest argument îi includ pe Yasemin Soysal, David Jacobson, and Saskia Sassen.

## În Uniunea Europeană
Intregrarea europeană a creat un sistem de entități supranaționale și este deseori discutat în relație cu noțiunea de postnaționalism.

## În Canada
În 2015, prim-ministrul canadian Justin Trudeau a declarat în contextul definirii valorilor canadiene că țara sa este primul stat postnațional.

## În mass-media
Catherine Frost, profesor de științe politice la Universitatea McMaster, susține că în timp ce internetul și relațiile sociale online conturează legăturile sociale și politice dincolo de granițele naționale, acestea nu au „angajamentul sau coezivitatea necesară fundamentării unui nou tip de relații sociale și politice”.

## În sport
Tendințele postnaționaliste au ieșit în evidență în sportul profesionist. Simon Kuper a caracterizat Campionatul European de Fotbal 2008 drept „primul campionat european postnaționalist”. Acesta a susținut că pe parcursul campionatului fair play-ul și distracția au fost mai importante atât pentru jucători, cât și pentru fani decât rivalitățile naționale sau chiar victoriile.